# Anisotamia orientalis
Anisotamia orientalis är en tvåvingeart som beskrevs av Greathead 1998. Anisotamia orientalis ingår i släktet Anisotamia och familjen svävflugor. Inga underarter finns listade i Catalogue of Life.